# Felicia Donceanu
Felicia Donceanu, née le 28 janvier 1931 à Bacău et morte le 21 janvier 2022, est une compositrice et peintre roumaine.

## Biographie
Felicia Donceanu étudie la composition avec Jora à l'Académie de Bucarest entre 1949 et 1956.